# Турецький ван
Турецький ван (тур: Van kedisi; курд: Pisîka Wanê; захід.вірм: Վանայ կատու, трансліт: Vana gadu; Eastern Armenian: Վանա կատու, трансліт: Vana katu) — це ландраси напівдовгошерстних домашніх кішок, сформованих на сході Туреччини у Східній Анатолії, у прибережних районах озера Ван, якому і зобов'язана своєю назвою.

## Історія
З Туреччини до Великої Британії кішки цієї породи потрапили в 1955 році, де було завершене їхнє становлення. У Європі ця порода вважається порівняно новою, хоча в Туреччині вже кілька сторіч вона є звичайною свійською твариною.
У 1969 році турецька кішка ван була визнана англійською Спілкою любителів кішок (GCCF). У 1970 році вона була включена до стандарту Міжнародною Федерацією любителів кішок (FIFE), хоча на континенті до 1973 року не було жодного екземпляра цієї породи. Порода не набула широкого розповсюдження.

## Характер
Кішки породи турецький ван доброзичливі, ласкаві, лагідні. За темпераментом спокійні, врівноважені. Їхньою особливістю є те, що вони люблять гратися біля води й плавати. Особливо якщо вода тепла.

## Розмноження
Кошенята народжуються білосніжними, без будь-яких відтінків, з добре вираженими рудими мітками. У приплоді в середньому буває 4 кошеняти. Очі відкриваються дуже рано — на 4-5 день після народження.

## Зовнішній вигляд
Турецька кішка ван — це міцна, мускулястої будови, середніх розмірів тварина. Тіло витягнуте, довге, приосадкувате, з добре розвиненою мускулатурою. Груди розвинені. Плечі, спина й поперек мускулясті. Ноги середньої довжини з витонченими округлими лапами. На лапах — пасма волосся між пальцями. Хвіст добре опушений, без підшерстя, середньої довжини, каштаново-червоний, із блідими каштаново-червоними кільцями.
Голова коротка, у вигляді трикутника, широким тупим кутом донизу, з міцним розвиненим підборіддям. Ніс середній, прямий. Вуха великі, вузькі, поставлені близько й спрямовані прямо, широкі в основі, трохи заокруглені на кінцях, з пучками волосся у вушних раковинах. Форма очей овальна. Очі великі, розташовані трохи навскіс. Колір очей яскраво-бурштиновий, блакитний або може мати різні за кольором очі.
Повіки з країв рожеві. Шия міцна.
Хутро довге, м'яке й шовковисте, без підшерстя. Деякі коти, особливо некастровані, мають жирне волосся, що склеюється, біля основи хвоста.

### Забарвлення
Має вапняно-білий колір, іноді з домішкою жовтого. На морді симетричні каштаново-червоні плями з білим просвітом між ними. Внутрішня частина вушної раковини ніжно-рожева, як черепашка. Каштаново-червоне забарвлення, що закінчується на кінчику хвоста й охоплює весь хвіст, може починатися із крупу. На хвості можуть спостерігатися світлі бліді каштанові кільця. Мочка носа й подушечки лап рожеві.

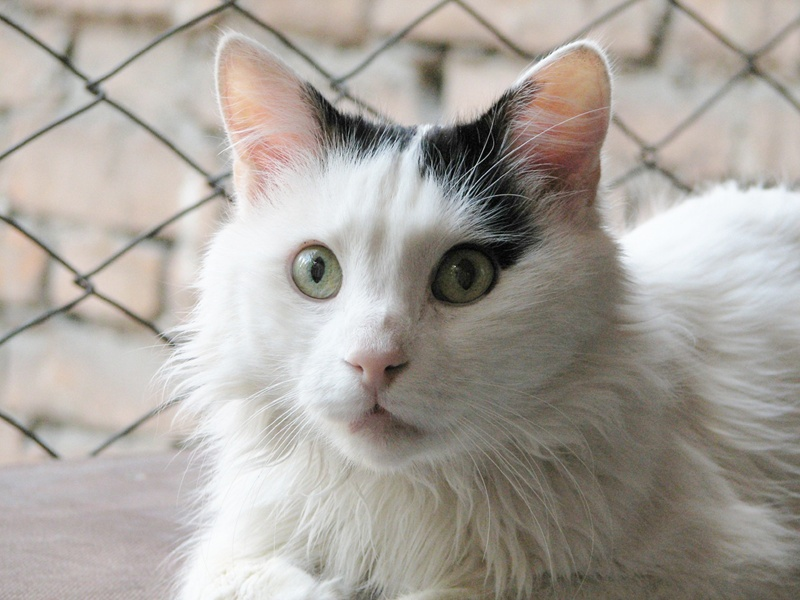
Турецький ван чорно-білого кольору
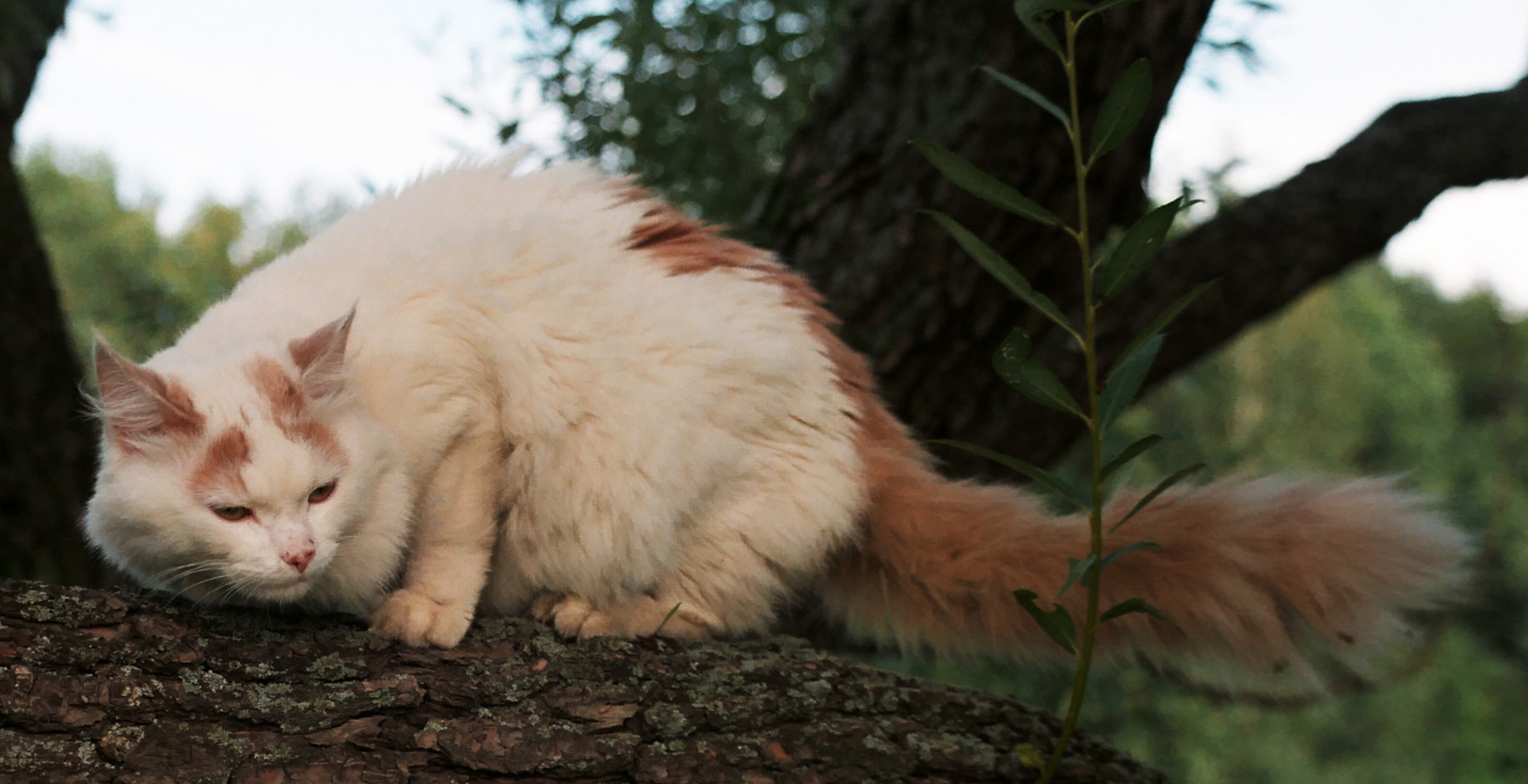
Турецька ванська кішка, 15 років
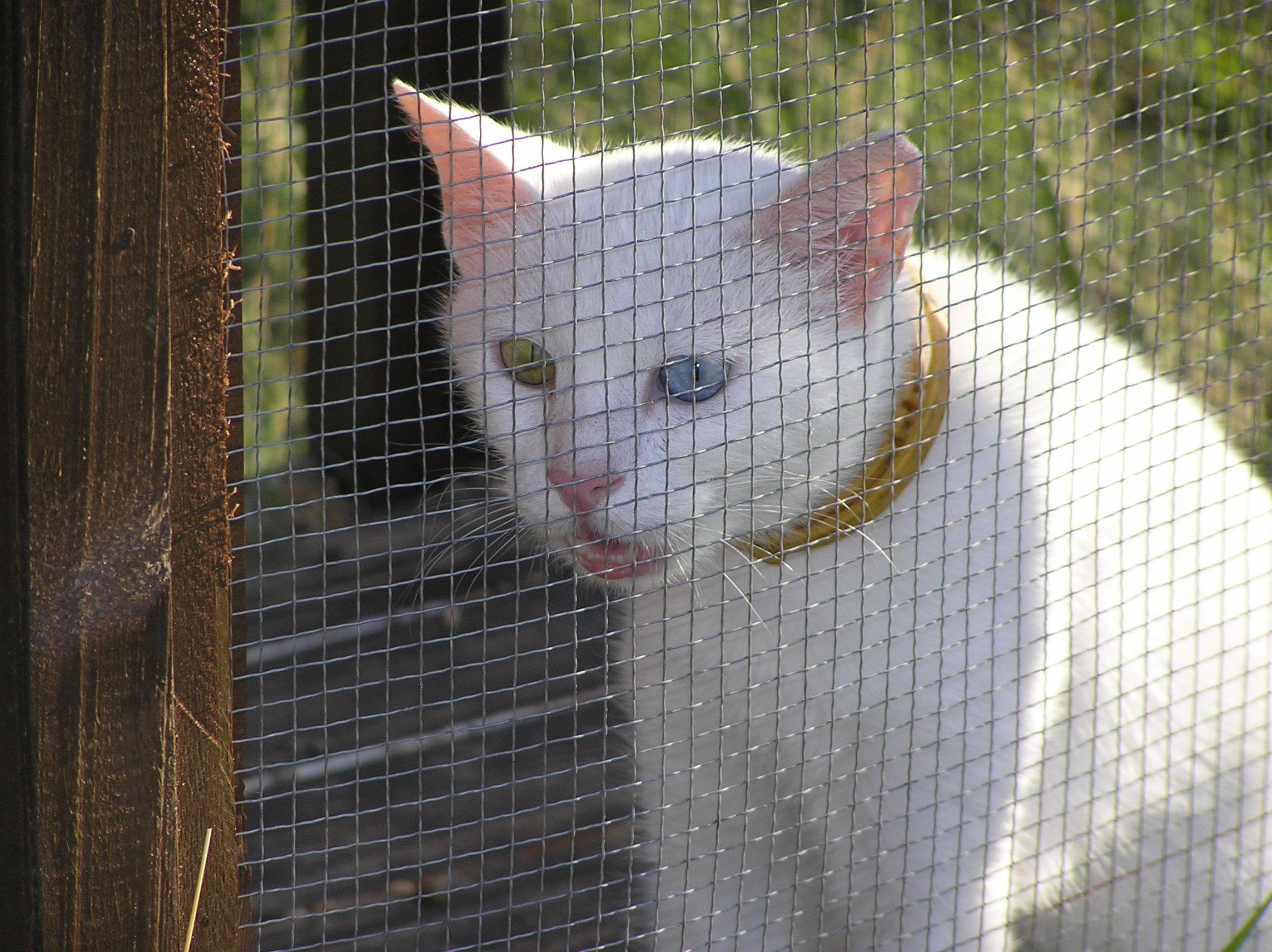
Повністю біла «Ван кедісі»

## Світлини

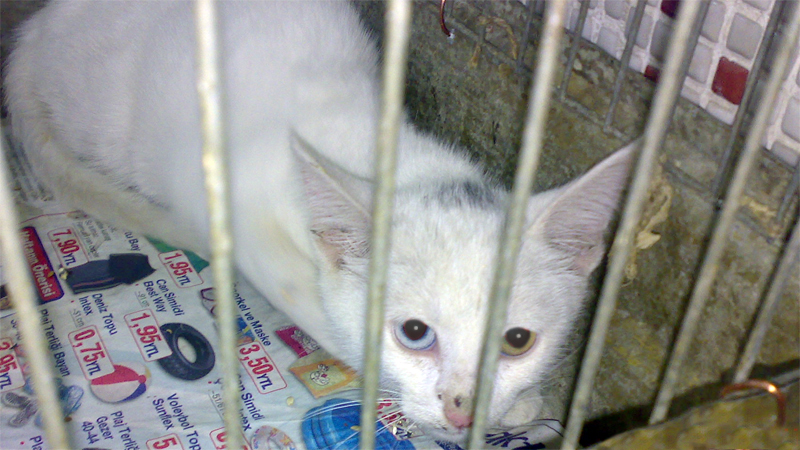
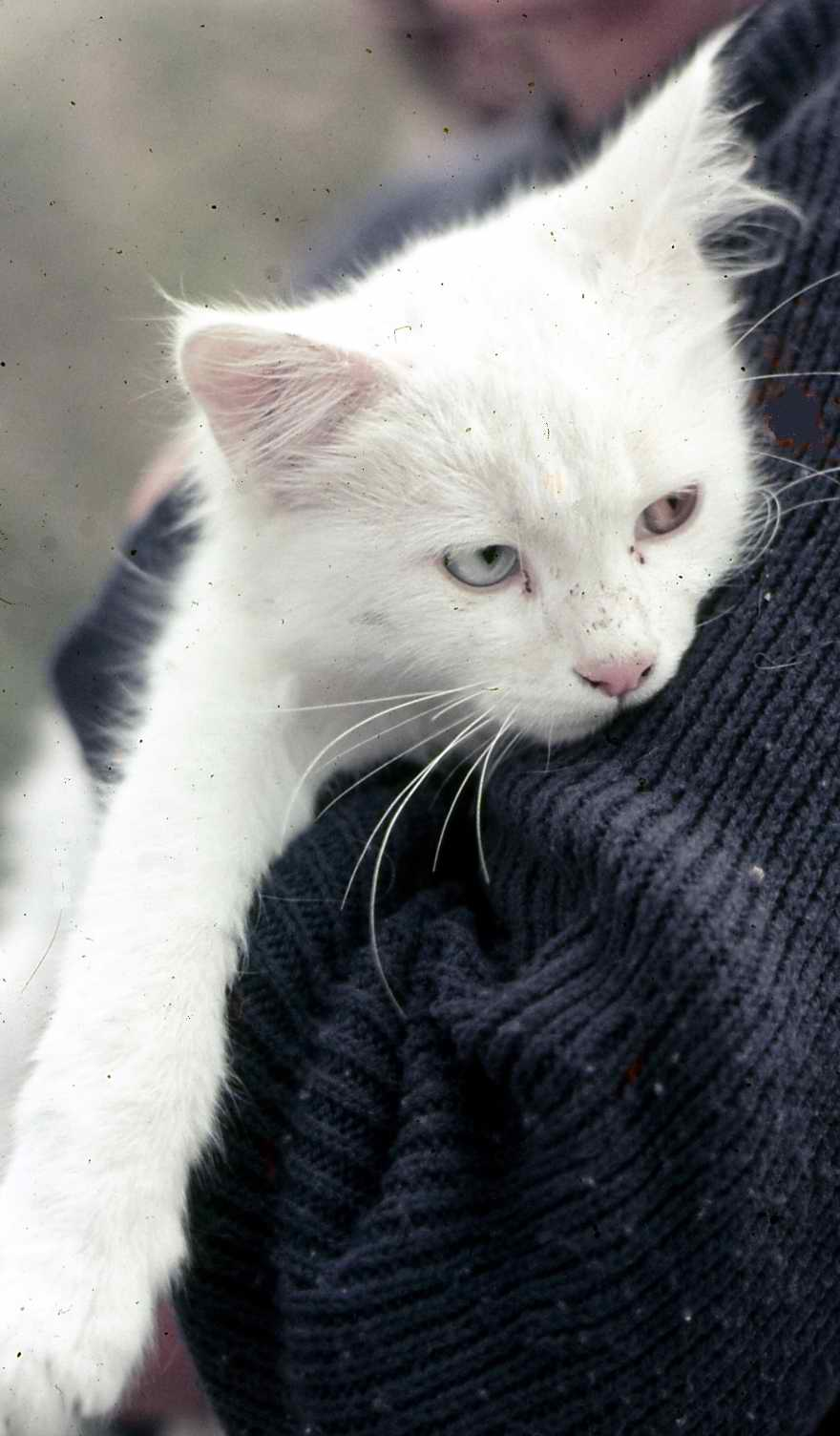
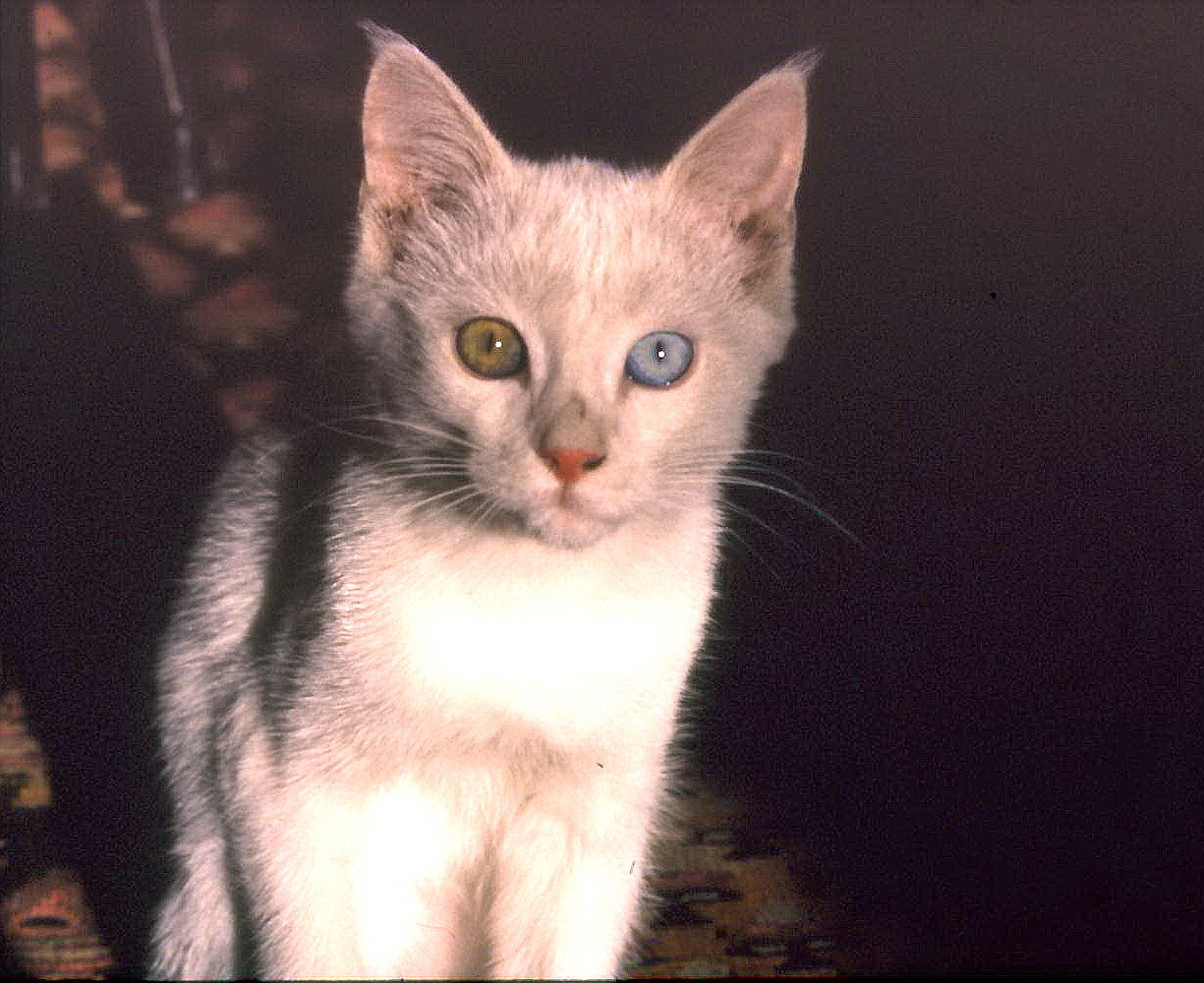
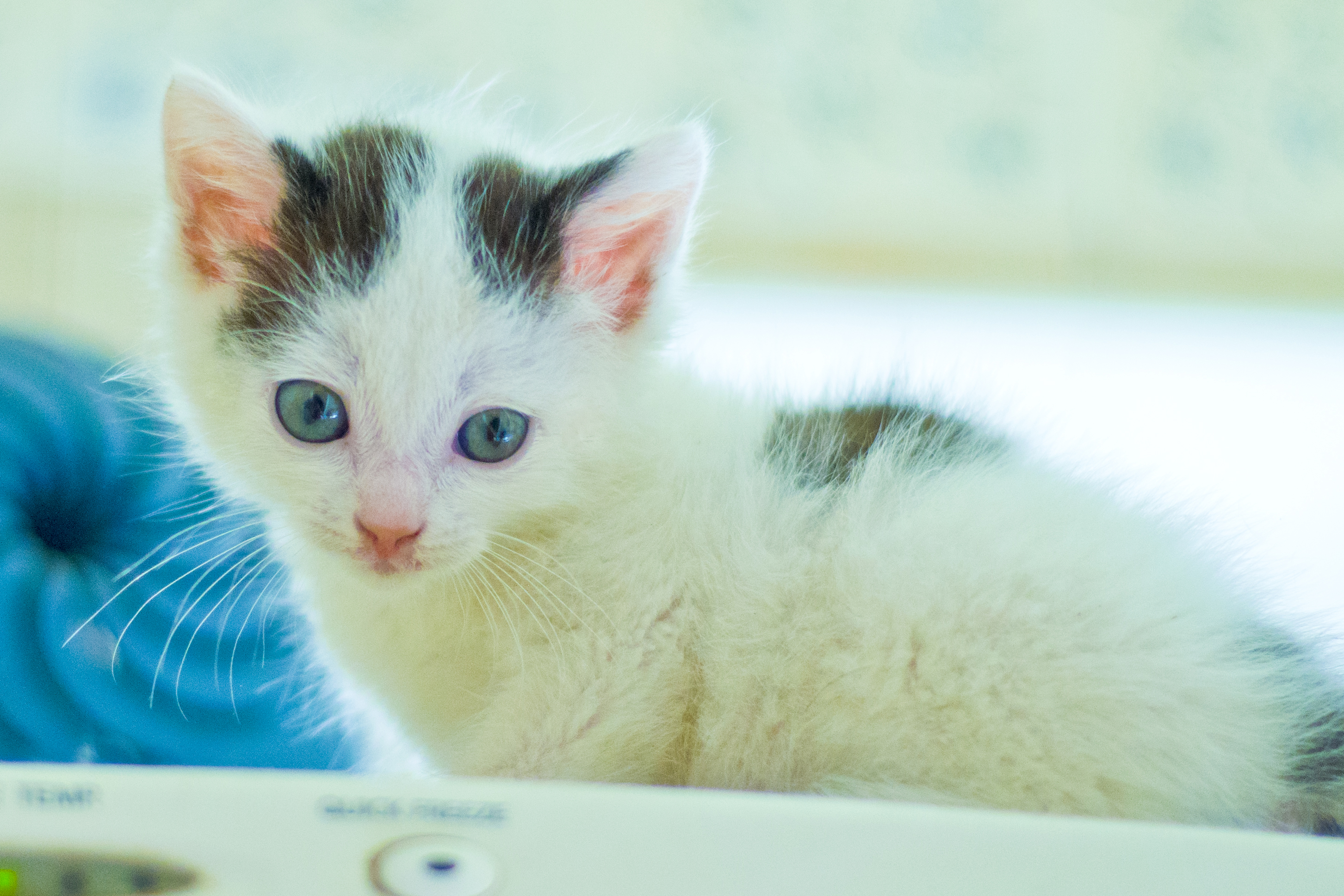